# Карипски језици
Карипски језици су језичка породица која је заступљена у Јужној Америци. Пре свега на северном делу континента на обали или у близини обале карипског мора, од ушћа Амазона у Бразилу до Анда у Колумбији. Мање, изоловане заједнице говорника ових језика, постоје и у унутрашњости континента у средњем Бразилу. Карипски језици су међусобно блиско сродни. Већина језика још увек није изумрла, али је број говорника многих од њих ограничен на неколико стотина људи. Једини језик који употребљава више хиљада људи је Макуши, који има 30.000 говорника.

## Острвскокарипски језик
Недуго пре доласка првих шпанских истраживача, Кариби су населили Мале Антиле, где су заменили староседеоце Араваке, од којих је један део убијен, део протеран, а део асимилован. Кариби су побили локалне аравачке мушкарце (оне који нису побегли), а жене заробили. Острвски Кариби, потомци карипских мушкараца и аравачких жена, развили су језик назван острвскокарипски, који припада аравачкој породици језика. Разлог је то што су аравачке жене, деци из ових веза, пренеле свој језик, док су им идентитет пренели карипски мушкарци. Једно време Острвски Кариби употребљавали су два језика, одрасли мушкарци су говорили карипским, а жене и деца аравачким. Временом, након неколико генерација, одрасли мушкарци су такође прешли на аравачки, али су у говору задржали и део речи и граматике из карипског. Острвскокарипски је на Малим Антилима био у употреби до 1920-их, када је тамо изумро, преживео је као гарифуна или црнокарипски у Централној Америци (Хондурас и Белизе). 
Доминика, острво на коме живе Острвски Кариби (Калинаго), једино је источно карипско острво, на коме још увек постоји преколумбовско становништво. Острвских Кариба, је 2014. на источној обали острва било око 3.000. Поред њих на Сент Винсенту и Гренадинима постоје и Црни Кариби, који су мешаног карипског и афричког порекла. Један број Црних Кариба је 1797. протеран са Сент Винсента и Гренадина у Централну Америку (на хондурашко острво Роатан, одакле су се проширили на копно Хондураса и суседне земље), где живе њихови потомци који се зову Гарифуна.

## Класификација карипских језика
Карипски језици су међусобно блиско сродни. У случају када између одређених карипских језика постоје веће разлике, то је обично због утицаја суседних некарипских језика. Према Кауфману „изузев опона, јукпа, пиментеира и палмела (могуће и панаре), не постоје значајне разлике између карипских језика у фонологији и лексици”.

### Старије класификације
Велика количина података о већини карипских језика прикупљена је 2000. године; класификације пре те године нису потпуно поуздане (укључујући Кауфаманову од 2007. која се на њима заснива). 
Међу старијим класификацијама, једна од најбољих је она Теренса Кауфмана (1990, 1994). Према њој карипски језици се класификују на следећи начин:
Карипски језици:
- опон-караре (†)
- јукпа: јукпа, †којајма, хапрерија (јапрерија), кумана и чајма
- карипски (континентални карипски, кариња, калиња, галиби, кариби)
- гвајанска грана
  - тиријо:
    - тиријо: акурио, тиријо (трио)
    - карихона: карихона, хианакото(-умава)
    - салума

  - кашујанска група: кашујана-варикијана, шикујана
  - вајвајска група: вајвај, хишкаријана
- северноамазонска грана
  - јавапери: бо(а)нари, јавапери
  - паравилјанска група: †сапара, †паравилјана, паушијана
  - пемонска група: макуши, пемонски, капонг, †пурукото
- централна грана
  - †кумана
  - †јао: †тиверикото, †јао
  - вајанска група: вајана, †аракажу
  - апалаи
  - мапојо-јаварана: мапојо, †таманаку
  - макиритарска група: макиритари (макиритаре), †вајумара
- јужноамазонска грана
  - шингуанска група (бакаири): бакаири, амонап (укљ. матипу, кујкуро, калапало, нахуку)
  - арара: парански арара, †јарума, †апиака-апинги, †жума, икпенг
  - †палмела
  - †пиментејра
- панаре
- група изумрлих некласификованих језика: †урукујана, †триометесен, †кумаена, †пианакото, †јавапери, †чикена, †сапара, †јавапери, †вајмири (атроари), †пауши, †аринагото

### Класификација Гилдеје (2012)
Класификација Спајка Гилдеје је провизорна, јер није било довољно времена да се карипски језици рекласификују на основу нових података. Ипак, ова класификација представља значајни напредак у односу на претходне; најпоузданије гране су прве на списку, а од изумрлих језика наведена су само два. 
Према Спајку Гилдеји (2012), карипски језици се класификују на следећи начин:
Карипски језици:
- парукотска грана
  - кашујана (шикујана, (†) варикијана)
  - вајвај: вајвај (вабуј, тунајана), хишкаријана
- пекодијска грана
  - бакаири (укљ. кујкуро)
  - арара: арара (парири), икпенг (тшикао)
- венецуеланска карипска грана
  - пемонг–панаре
    - пемонг: капонг (акавајо, патамона, ингарико), макуши, пемон (таурепанг, камаракото, арекуна)
    - панаре

  - мапојо–таманаку
    - (†) кумана (куманагота и чајма)
    - мапојо-јаварана (мапојо, јаварана, ванај, пемоно)
    - (†) таманаку
- нахуку: кујкуро, калапало
- гвајанска карипска грана
  - карипски (континентални карипски, кариња, калиња, галиби, кариби)
  - макиритари (деквана, мајонгонг, јеквана)
  - тарано
    - тиријо: акуријо, тиријо, трио
    - карихона

  - вајана

некласификовани језици:
апалаи
вајмири атроари
јукпа: јукпа, хапрерија

## Веза са другим породицама језика
Према Рибеиру карипски језици су сродни тупијским и макро-же језицима, са којима чине хипотетичку макропородицу же-тупи-карипски језици.